# Minerva Bernardino
Bernardino  Evangelista est un nom espagnol. Le premier nom de famille, en général paternel, est Bernardino ; le second, en général maternel, souvent omis, est Evangelista.
Minerva Bernardino Evangelista (1907 - 29 août 1998) est une diplomate dominicaine qui a promu les droits des femmes à l'échelle internationale. Elle est surtout connue comme l'une des quatre femmes signataires de la charte originale des Nations unies.

## Biographie
Minerva Bernardino naît à El Seibo en 1907 dans une famille libérale. Elle est orpheline à 15 ans et poursuit ses études secondaires à Saint-Domíngue, puis travaille comme fonctionnaire. Elle devient féministe quand elle bénéficie d'une promotion professionnelle sans que son salaire soit augmenté pour autant, indiquant dans son autobiographie que cet événement est fondateur pour sa prise de conscience des luttes pour les droits des femmes,.
Minerva Bernardino travaille quelque temps à la Commission interaméricaine des femmes (IACW), qu'elle découvre lorsqu'elle est représentante à la conférence pan-américaine (en) de Montevideo en 1927.
Elle s'engage en faveur des droits politiques, et notamment du droit de vote des femmes en Amérique latine,,. Elle soutient également les droits des femmes mariées et la liberté de divorcer,.
Minerva Bernardino participe à la création et plus tard à la présidence de la Commission des Nations unies sur la condition de la femme (CSW), créée en 1946,. Les réalisations de cette commission comprennent le langage non sexiste dans la Déclaration universelle des droits de l'homme et la création de la Déclaration sur l'élimination de la discrimination à l'égard des femmes de 1967,.
Elle est l'une des dirigeantes d'Acción Feminista, une organisation dominicaine des droits des femmes. En 1935, elle travaille pour l'IACW à Washington,, dont elle est représentante dominicaine. Elle en est la vice-présidente puis la présidente. Elle assiste à la conférence de San Francisco de 1945, où elle signe la charte originale des Nations unies.
Elle est nommée représentante permanente de la République dominicaine aux Nations unies en 1950, puis elle est élue vice-présidente (1951) et présidente (1953) de la Commission de la condition de la femme. Elle est la première vice-présidente du Conseil économique et social des Nations unies et première vice-présidente de l'UNICEF. Elle donne des conférences et rédige des archives biographiques de femmes américaines influentes. La Fundación Bernardino poursuit la lutte pour les droits des femmes en République dominicaine après sa mort.